# Estado de coisas
Estado de coisas (do latim status quo. Expressão equivalente em inglês:   state of affairs; em alemão:  Sachverhalt, por empréstimo do latim status rerum) é um conceito presente na filosofia e nas ciências humanas.

## Filosofia
Na filosofia, o estado de coisas, também referido como situação, é a forma em que o mundo atual precisa estar ordenado para que uma dada proposição sobre o mundo atual seja verdadeira; em outras palavras, o estado das coisas (situação) é o criador das verdades, enquanto a proposição é o portador da verdade. É a propriedade do estado de coisas ser obtido (ou não) que o distingue dos fatos. E conforme o estado de coisas (situações) possa ou não ser obtido, as proposições serão verdadeiras ou falsas.
Normalmente, a necessidade e a suficiência relatam as condições do mesmo tipo. Ser um animal é um atributo necessário para ser um cachorro. Fido sendo um animal é uma condição situacional necessária para que Fido seja um cão.

## Sociologia
Na sociologia, um estado de coisas é a combinação de circunstâncias aplicadas em uma sociedade ou grupo, em um dado momento. O atual estado de coisas pode ser considerado aceitável por muitos observadores, mas não necessariamente por todos. O estado de coisas pode apresentar um desafio ou ser complicado ou conter um conflito de interesses. O status quo representa o estado de coisas existente. Dificuldades não resolvidas ou desacordos a respeito do estado de coisas podem provocar uma crise. Uma resolução da disputa é, por consequência, desejada e pode ser alcançada por meio de formas de interação social inclusivas, tais como uma tomada de decisão consensual. O conhecimento e a discussão sobre o estado de coisas atual  podem ser comunicados e desenvolvidos pela mídia.[carece de fontes?]

## Usos
Abaixo estão alguns exemplos do uso da expressão, em português:
- "O filósofo retoma uma conhecida proposição de Walter Benjamin segundo a qual o estado de coisas em que se vive deixara de ser a exceção para se tornar a regra geral (…)".[4]
- "O pior é que, na origem desta longa derrapada, está a irresponsabilidade fiscal dos governantes locais: isto certamente atrapalha, de fato, a implementação da ajuda por parte da União que seria de se esperar para reverter o atual estado de coisas”.[5]